# OverBlood
OverBlood is een videospel voor het platform Sony PlayStation. Het spel werd uitgebracht in 1996. Het spel werd geprogrammeerd in Akihiro Hino.